# センプロニウス氏族
センプロニウス氏族（ラテン語: Gens Sempronia）は、古代ローマの氏族のひとつ。

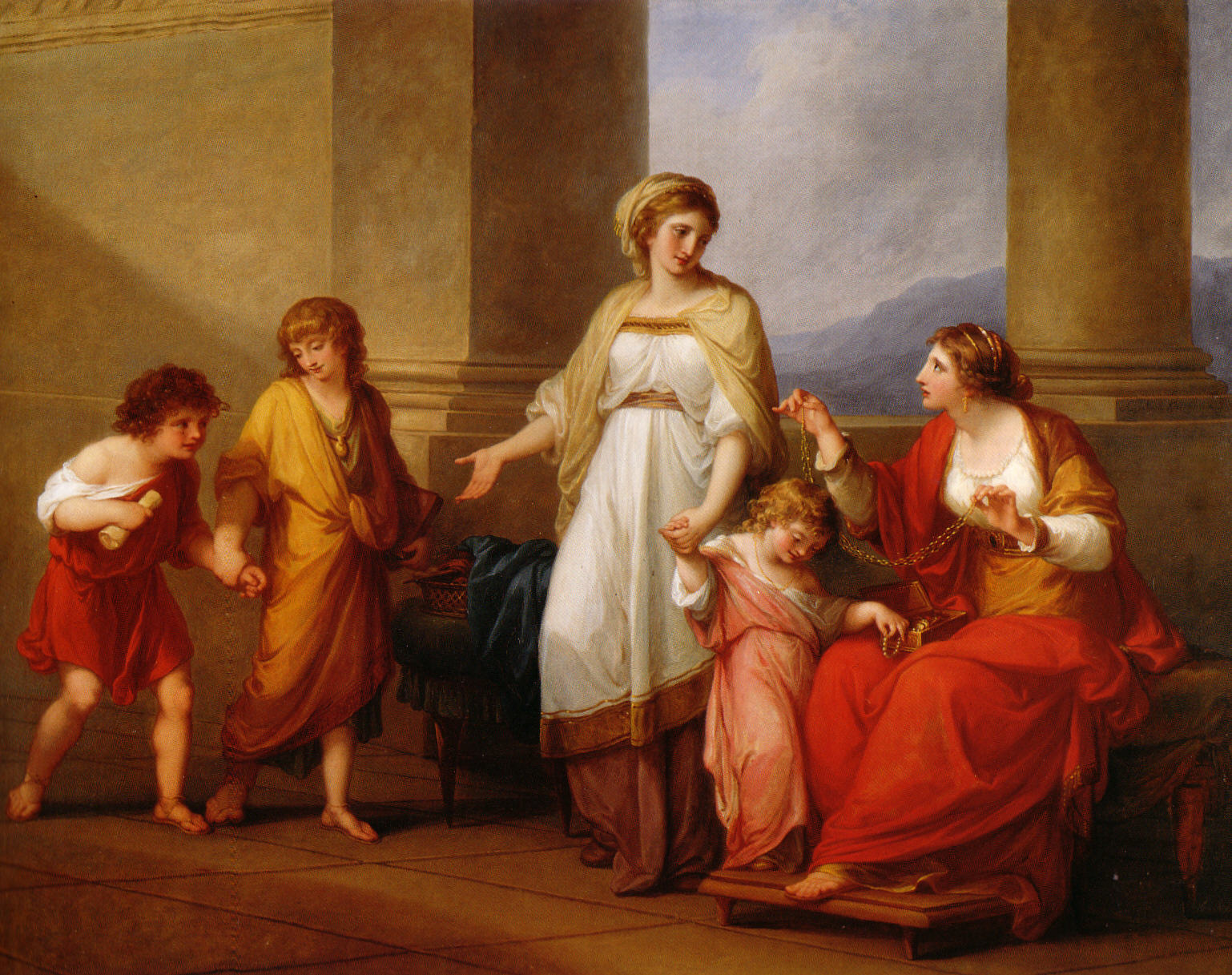
グラックス兄弟の母にしてスキピオ・アフリカヌスの娘コルネリア・アフリカナ

## 概要
共和政樹立直後から一世紀に亘ってパトリキのアトラティヌス家が執政官クラスを輩出した。その後しばらく途絶えるが、今度はプレブス系が第一次ポエニ戦争を境に台頭し、執政官を輩出する家系となった。グラックス家のティベリウス・グラックス、ガイウス・グラックスのグラックス兄弟を輩出し、ローマの歴史の転換期に重要な役割を果たした。

## パトリキ系

### アトラティヌス家
- アウルス・センプロニウス・アトラティヌス： 紀元前497年、491年の執政官[1]
- アウルス・センプロニウス・アトラティヌス：紀元前444年の執政武官[2]
- ルキウス・センプロニウス・アトラティヌス： 紀元前444年の補充執政官[3]
  - アウルス・センプロニウス・アトラティヌス： 紀元前425年、420年、416年の執政武官[4]
- ガイウス・センプロニウス・アトラティヌス：紀元前423年の執政官[5]
- アウルス・センプロニウス・アトラティヌス：紀元前380年のマギステル・エクィトゥム[6]

## プレブス系

### ソプス家
- ガイウス
  - プブリウス
    - プブリウス・センプロニウス・ソプス： 紀元前304年の執政官[7]
      - プブリウス・センプロニウス・ソプス： 紀元前268年の執政官[8]

### ブラエスス家
- ティベリウス
  - ティベリウス
    - ガイウス・センプロニウス・ブラエスス： 紀元前253年、244年の執政官[9]
- ティベリウス・センプロニウス・ブラエスス： 紀元前217年のクァエストル[10]
- ガイウス・センプロニウス・ブラエスス： 紀元前211年の護民官。前年のプラエトル、グナエウス・フルウィウス・フラックスがハンニバルとの戦いから逃亡したとして叛逆罪で告訴[11]。翌年のプロコンスル、クィントゥス・フルウィウス・フラックスの元でレガトゥスとして働く[12]
- ガイウス・センプロニウス・ブラエスス： 紀元前184年のプラエトル。シキリア担当[13]

### トゥディタヌス家
- マルクス
  - ガイウス
    - マルクス・センプロニウス・トゥディタヌス： 紀元前240年の執政官[14]
    - ガイウス
      - プブリウス・センプロニウス・トゥディタヌス： 紀元前204年の執政官[15]
      - マルクス・センプロニウス・トゥディタヌス： 紀元前209年のトリブヌス・ミリトゥム。スキピオ・アフリカヌスの下でスペインを転戦[16]
        - マルクス・センプロニウス・トゥディタヌス： 紀元前185年の執政官[17]
- ガイウス・センプロニウス・トゥディタヌス, 紀元前197年のプラエトル。ヒスパニア・ウルテリオル担当[18]。翌年同地で戦死[19]
- プブリウス・センプロニウス・トゥディタヌス： 紀元前191年の護民官。プブリウス・コルネリウス・スキピオ・ナシカの凱旋式を妨害[20]
- ガイウス・センプロニウス・トゥディタヌス, 紀元前147年のプラエトル[21]
- ガイウス
  - ガイウス
    - ガイウス・センプロニウス・トゥディタヌス： 紀元前129年の執政官[22]

### グラックス家
- ガイウス
  - ティベリウス
    - ティベリウス・センプロニウス・グラックス： 紀元前238年の執政官[14]
      - ティベリウス・センプロニウス・グラックス： 紀元前215年、213年の執政官[23]
        - プブリウス (前189年の護民官？)
          - ティベリウス・センプロニウス・グラックス・マイヨル： 紀元前177年、163年の執政官[24]
            - ティベリウス・センプロニウス・グラックス, 紀元前133年の護民官[25]。グラックス兄弟の兄
            - ガイウス・センプロニウス・グラックス： 紀元前123年の護民官。グラックス兄弟の弟[26]
- ティトゥス・センプロニウス・グラックス： 紀元前196年に執政官マルクス・クラウディウス・マルケッルスの指揮下で戦死[27]
- プブリウス・センプロニウス・グラックス： 紀元前189年の護民官[28]

### ロングス家
- ガイウス
  - ガイウス
    - ティベリウス・センプロニウス・ロングス：紀元前218年の執政官[29]
      - ティベリウス・センプロニウス・ロングス： 紀元前194年の執政官[30]
- プブリウス・センプロニウス・ロングス： 紀元前184年のプラエトル。ヒスパニア・ウルテリオル担当[13]

### その他
- プブリウス・センプロニウス： 紀元前194年に執政官ティベリウス・センプロニウス・ロングスの指揮下で戦死[31]
- ガイウス・センプロニウス・ルティルス： 紀元前189年の護民官[28]
- ティトゥス・センプロニウス・ムスカ：紀元前168年の五人官。ピサと植民地ルナの境界紛争を調査[32]
- ティベリウス・センプロニウス： 紀元前167年の護民官[33]